# همپتون این آردن
همپتون این آردن (به انگلیسی: Hampton-in-Arden) یک روستا و محله مدنی در بریتانیا است که در کلان‌شهر مستقل سولیهال واقع شده‌است. همپتون این آردن ۱٬۸۳۴ نفر جمعیت دارد.